# الزواج في الجزائر
الزواج في الجزائر يتضمن مجموعة عادات وتقاليد، تختلف من منطقة إلى أخرى في جميع مراحل التحضير للزواج، من الخطوبة إلى يوم الزفاف، ولا يزال الزواج في الجزائر جزء لا يتجزأ من الحياة الاجتماعية.

## تاريخ

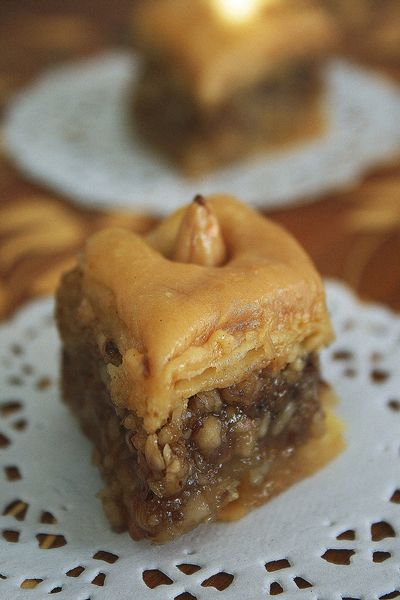
البقلاوة الجزائرية

تقعُ الجزائر في منطقة المغرب العربيّ، وهي بذلك تتصفُ بالكثير من عادات وتقاليد هذه الدول، فالاحتفال بالمناسبات والأعياد فيها ذو طابع خاصّ يُميّزها عن غيرها من البلدان العربية، فمراسم الزواج يتخلّلها الكثير من الإجراءات والخطوات التقليديّة التي يقوم بها كلا الطرفين، خاصة التحضيرات التي تقوم بها العروس قبلَ الزواج.
لا تكاد الفتاة تبلغ من العمر الرابعةَ عشر إلاّ وتبدأ بتحضير وصنع ما يلزم زواجَها على ماكينة الخياطة اليدويّة، وهو ما يُسمّى بالقشّ؛ تشبيهاً للفتاة بالعصفورة التي تصنع عُشّها بنفسها، ويشبه سكان هذه المنطقة العائلة الواحدة، حيثُ يتزاوجون فيما بينهم، فالأولويّة تكون لابن العم، وابن الخال، ثمّ الأقارب الآخرين، مثلا في مدينة تلمسان في يوم الزفاف ترتدي العروس حُلي الذهب، واضعةً حول جيدها ورأسها عشرات العقود من اللؤلؤ الطبيعيّ، ويكون ذلك بالاقتراض من الأهل والجيران، ثمّ تبدأ ليالي الفرح بالموشّحات الأندلسية التي تُركّز على التغزّل بالعروس، ووصف الطبيعة. أمّا في منطقة وهران، فإنّه لم يطرأ أيُّ تغيير على عادات الآباء والأجداد، بحيثُ لا يتسنى للعريس رؤية عروسه إلاّ مرة واحدة يوم خطبتها، ثمّ يقوم في اليوم التالي بأخذ العروس مع أهلها لعقد الزواج، وبعد الانتهاء يُجهِّز أهل العريس وليمةً كبيرة يدعو إليها الأقارب والأصدقاء، وفي المساء يُنهي العريس سهرته مع أصحابه، ويُمضي طيلة الليل معهم. التحضيرات التي تقوم بها العروس الجزائرية تختلفُ العروس الجزائريّة عن غيرها من قريناتها في البلدان العربيّة، حيثُ تقوم بتحضيرات لا توجد في أيّ مكان آخر، بمجرد أن يتقدم الشاب لخطبة الفتاة بشكل رسميّ تبدأ بجولة عبر محلات الملابس، والأقمشة التقليديّة، وعلى محال المفروشات والأثاث، والخطبة، فعلى العروس الجزائرية أن تشتري كلَّ ما يلزمها؛ لأنها ستنتقل إلى حياة جديدة، كما تختلف هذه التحضيرات من فتاة إلى أخرى ومن منطقة إلى منطقة، ولكل عروس ذوقٌ خاصّ في ألوان ونوعيّة الملابس التي تشتريها. كما تقوم العروسُ بشراء صالون يتكون من قطع مزخرفة، ومغلفة بأجودَ وأفضل أنواع الأقمشة، إلى جانب شرائها الزرابي المصنوعة يدويّاً بدقة كبيرة وبلمسة جمالية رقيقة، إضافة إلى الستائر الفاخرة والمناسبة لهذا الصالون، كما تقوم بشراء اللوحات والمزهريّات، وقطع الديكور المختلفة التي تُزيّن بها أركان المنزل، خاصّة الأواني الفضيّة المصنوعة يدويّاً. ناهيك عن شراء كلّ ما يلزم غرفة النوم من أغطية وستائر، ومفروشات مناسبة، ولا ننسَ ذكر الأواني المطبخيّة، من أطقم الشاي، والقهوة الفاخرة، وأطباق تقديم الحلويات التقليدية الجزائرية، وغالباً ما تكونُ هذه الأطباق مصنوعةً يدويّاً من الفخار.

## تقاليد العرس الجزائري

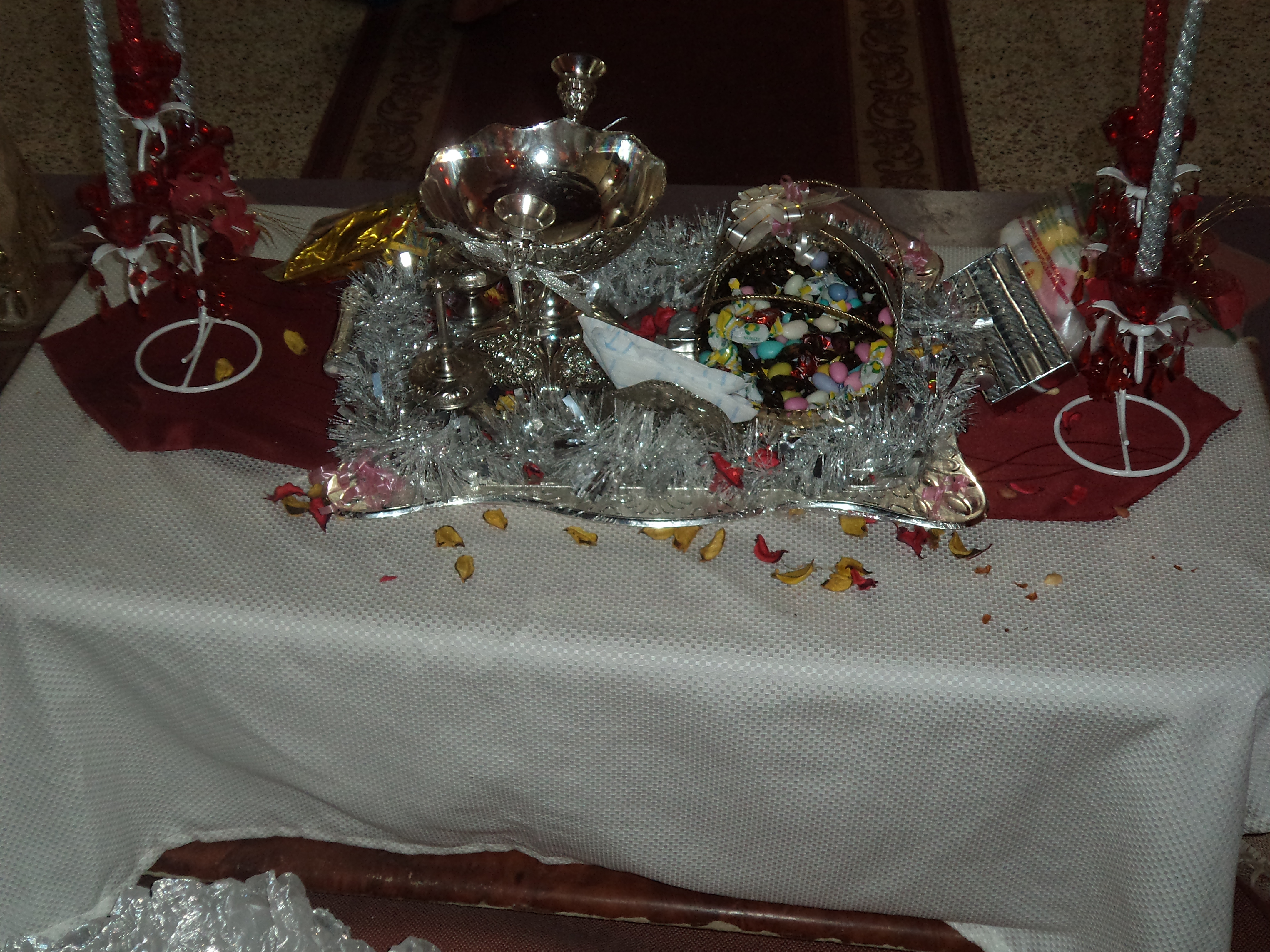
لوازم الحنة للعروس في الجزائر

يتبع الناس في الجزائر الشروط الإسلامية لإتمام الزواج الشرعي، وهي: أن الرجل المسلم يستطيع الزواج من امرأة أهل الكتاب، بينما لا تستطيع المرأة المسلمة الزواج إلا من مسلم، ولا يصح الزواج إلا بموافقة الفتاة على الزواج دون أي إكراه، ووجود مهر الزواج، وموافقة ولي أمر الفتاة. فترة الخطوبة هي الفترة التي يتعرف فيها الزوجان على بعضهما البعض، ويتبادلون الآراء، ويقومون بتحضيرات العرس؛ فيذهبا لشراء الذهب، والملابس، والسلع المنزلية، ويتعرفون على أدوارهم المستقبليّة.

### مراسم الاحتفال

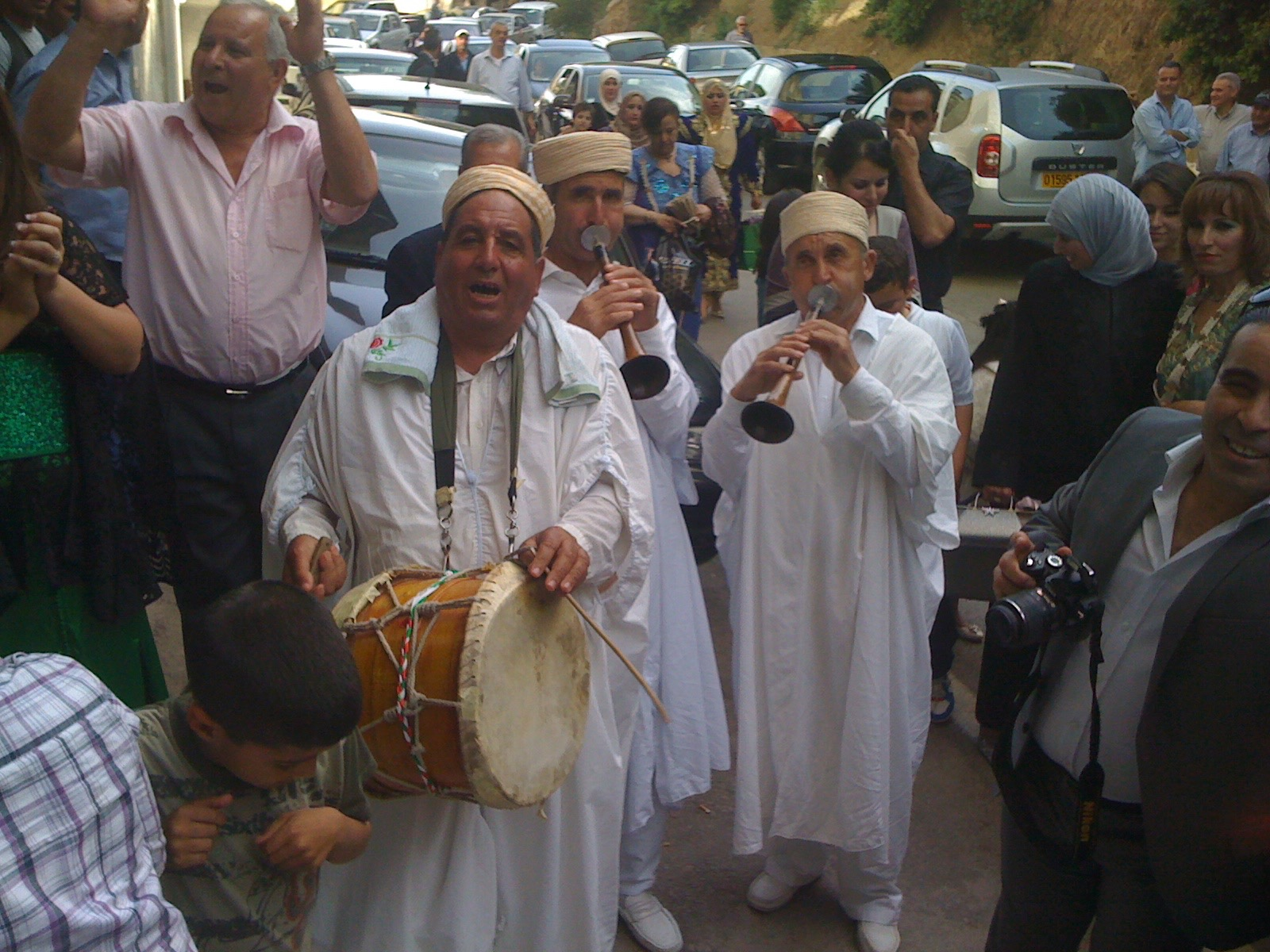
فرقة موسيقية لعرس في منطقة القبائل

تبدأ الاحتفالات قبل يومين أو ثلاثة من حفل الزفاف، وتضم هذه الاحتفالات ما يلي:
- يوم الحمام: هو الخطوة الأولى من مراسم الاحتفال، ويجب الذهاب فيه إلى الحمام، ويعتقد أن تركه يجلب الحظ السيء للعروس في حياتها الزوجية.
- يوم حنة الحبيب: هو اليوم الثاني من الاحتفالات، وهو احتفال خاص بالنساء، تُرسم فيه الحناء على شكل أزهار وزخارف تعني جلب الحظ، ومنع الشيطان، وزيادة الخصوبة، ولا يجب على العروس أن تقوم بالأعمال المنزلية حتى زوال الحناء، وخلال الاحتفال تغني النساء الأغاني التراثية، ويوزّع الشاي، والكعك، وتُرسم الحناء المتبقية على الفتيات العازبات؛ لجلب الحظ لهنّ.
- يوم الحنة: هو اليوم الذي يسبق حفل الزفاف، وترسل العروس فيه في الصباح التصديرة وهي الستائر، والسجاد، والملابس، وغيرها إلى بيتها المستقبلي، وبعد الظهيرة يرسل العريس الهدايا، والحنة إلى عروسته المستقبلية مع نساء العائلة اللواتي يرقصن ويغنين طوال الطريق من بيت العريس إلى بيت العروس، وعند وصولهن إلى بيت العروس يستخدمن خليطاً يتكون من الحنة، والماء، وعصير الليمون لوضعه على أرجل وأيدي العروس، ويقمن بغناء الأغاني التراثيّة الخاصة.
- يوم الزفاف: ترتدي العروسة الفستان الأبيض يوم الزفاف كعلامة على النقاء، ويرتدي العريس بدلة أوروبية الطراز، ويرسل بعد الظهيرة نساء العائلة إحضار العروسة إلى قاعة الزفاف، وتستقبلهم والدة العروسة بالتمر، والحليب، وتلقي الورود والشوكولاته عليهنّ، ويقدّم المعازيم الأموال كهدايا للعروسين.

### طعام الزفاف
تدل الموائد والأطعمة التي تقدم في الزفاف على كرم الوالدين، وتقدم فيه العديد من أنواع الحلوى؛ كالبقلاوة، والمقروض، أما الغداء فيقدّم فيه الكسكس مع الخضار، واللحوم التي يذبحها الرجال، بالإضافة إلى تقديم الدجاج، والسلطات المتنوعة، وشوربة مصنوعة من صلصلة البندورة، واللحمة.

## أغرب عادات الزواج في الجزائر
أغرب عادات الزواج في الجزائر
تلقب بـ «القارة» نسبة إلى مساحتها الشاسعة وتنوعها في الموروثات الثقافية. إنها الجزائر، حيث وصل التنوع بين أرجائها إلى عادات الأعراس، التي تزخر بالغرائب، خاصة فيما يتعلق بخروج العروس من بيت أهلها إلى عش زوجها.
تقوم العروس بمنطقة القبائل (وسط الجزائر) بكسر بيضة عند وصولها باب منزلها الجديد، ويحبذ أن تكون بيضة دجاج الخم البري، ومن بيت العريس.
وفي منطقة الهضاب العليا والشاوية (شرق الجزائر)، يلجأ الأخ الأصغر للعروس، إلى إخفاء حذائها، قبيل وصول موكب العريس بلحظات، بهدف عرقلة خروج شقيقته حتى تحقق له بعض المطالب.
الغرب الجزائري له عاداته أيضاً في زفّ العروس، التي لا تخرج من بيت أهلها سوى تحت جناحي الوالد، «أطراف يديه»، خاصة في ولايات الشلف والبيض وتلمسان ومعسكر.
من عادات الزفاف الأكثر غرابة في الجزائر ما هو معروف لدى «الطوارق» المقيمين في أقصى الجنوب، حيث تبقى العروس وزوجها في بيت والدها، حتى تضع مولودها الأول.